# Seebach (Turíngia)
Seebach é um município da Alemanha, situado no distrito de Wartburg, no estado da Turíngia. Tem 3,62 km² de área, e sua população em 2019 foi estimada em 1.797 habitantes.